# Effluente
Un effluente (o distributario o, più raramente, defluente) è, in idrografia, un corso d'acqua che a seguito di una biforcazione fluviale si allontana dal fiume principale scaricando parte della sua portata. Il termine non va confuso con quello di emissario, con il quale si intende in genere il corso d'acqua che esce da un lago.

## Effluenti naturali e artificiali
In natura questo fenomeno si osserva in corrispondenza delle zone deltizie, dove il corso d'acqua principale si biforca in numerosi rami secondari. Altri effluenti sono i canali artificiali che si originano da corsi d'acqua naturali captandone parte delle acque in genere tramite traverse regolate da paratoie.
Un canale artificiale può essere al contempo effluente di un fiume ed affluente di un altro fiume, come ad esempio il canale Cavour, che si origina dal fiume Po in provincia di Torino e convoglia nel Ticino la portata idrica che residua dall'attraversamento dell'area risicola vercellese e novarese.
Può anche verificarsi il caso in cui un effluente risulti anche affluente dello stesso corso d'acqua dal quale ha avuto origine, gettandosi in esso più o meno a valle dell'incile.

## Esempi

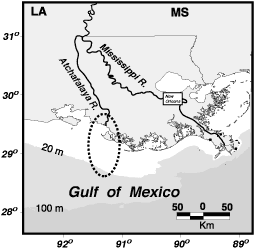
Il fiume Atchafalaya, effluente del Mississippi

### Africa
- Il Nilo possiede due effluenti principali, il braccio di Rosetta e quello di Damietta, che insieme delimitano il delta del fiume.
- L'Okavango termina con numerosi effluenti in una larga pianura deltizia interna.

### America del nord
- L'Atchafalaya è un effluente del Mississippi ed ha un percorso più diretto verso il Golfo del Messico rispetto al ramo principale del Mississippi.

### America del Sud
Il fiume Casiquiare in Venezuela è un corposo effluente dell'Orinoco e confluisce nel Rio Negro, maggiore affluente del Rio delle Amazzoni. È un raro esempio di effluente che unisce due bacini idrografici differenti, quello dell'Orinoco e quello del Rio delle Amazzoni.

### Asia
- Il fiume Bassac (o Basak) è un effluente del Tonle Sap e del Mekong.
- L'Hughli è un fiume dell'India di 250 km, ramo occidentale del delta del Gange.
- L'Uzboj era un effluente, ormai prosciugato, dell'Amu Darya, che convogliava parte della sua portata verso il mar Caspio.

### Europa
- L'Achtuba è un importante braccio deltizio del Volga, lungo 537 km ed ha una portata di 153 metri cubi al secondo.[2]